# Brookhurst
Brookhurst è un census-designated place degli Stati Uniti d'America, situato nella Contea di Natrona nello stato del Wyoming. Nel censimento del 2000 la popolazione era di 192 abitanti. Appartiene all'area metropolitana di Casper.

## Geografia fisica
Secondo i rilevamenti dell'United States Census Bureau, la località di Brookhurst si estende su una superficie di 3,7 km², dei quali 3,5 km² sono occupati da terre, mentre 0,2 km² dalle acque.

## Popolazione
Secondo il censimento del 2000, a Brookhurst vivevano 192 persone, ed erano presenti 58 gruppi familiari. La densità di popolazione era di 54,1 ab./km². Nel territorio comunale si trovavano 81 unità edificate. Per quanto riguarda la composizione etnica degli abitanti, il 94,79% era bianco, il 3,12% era nativo, l'1,56% apparteneva ad altre razze e lo 0,52% a due o più. La popolazione di ogni razza ispanica corrispondeva al 5,29% degli abitanti.
Per quanto riguarda la suddivisione della popolazione in fasce d'età, il 26,0% era al di sotto dei 18, il 4,7% fra i 18 e i 24, il 31,8% fra i 25 e i 44, il 27,1% fra i 45 e i 64, mentre infine il 10,4% era al di sopra dei 65 anni di età. L'età media della popolazione era di 38 anni. Per ogni 100 donne residenti vivevano 93,9 uomini.